# Chromosome artificiel dérivé du phage P1
Pour les articles homonymes, voir P1 et PAC.
 (décembre 2023).
Si vous disposez d'ouvrages ou d'articles de référence ou si vous connaissez des sites web de qualité traitant du thème abordé ici, merci de compléter l'article en donnant les références utiles à sa vérifiabilité et en les liant à la section « Notes et références ».
Le chromosome artificiel dérivé du phage P1 (P1-derived artificial chromosome, PAC) est un vecteur utilisé pour cloner des fragments d'ADN au sein de la bactérie Escherichia coli.
La taille de l'insert contenu dans le vecteur a une moyenne de 150 kb variant ainsi de 100 à 300 kb.
Cette technique est basée sur l'utilisation du génome du bactériophage P1 infectant Escherichia coli.